# Queens of the Stone Age
Cet article concerne le groupe. Pour l'album homonyme, voir Queens of the Stone Age (album).
Queens of the Stone Age est un groupe de rock américain, originaire de Palm Desert, en Californie. Il est formé en 1996 suivant la dissolution du groupe Kyuss. Parfois classé comme stoner rock ou hard rock, Queens of the Stone Age (parfois abrégé QotSA ou QOTSA) a connu de nombreux changements de personnel au fil des années. Josh Homme (chant et guitare) est le seul membre fondateur à apparaître sur tous les albums du groupe.

## Biographie

### Débuts etQueens of the Stone Age(1996–1999)
Après la séparation du groupe Kyuss, Josh Homme décide de créer son propre groupe. Il s'entoure alors de Matt Cameron (ex-Soundgarden et Pearl Jam) à la batterie, Van Conner (ex-Screaming Trees) à la basse et John McBain de Monster Magnet à la guitare.
Le groupe s'appelle alors Gamma Ray, et réalise un premier EP sobrement intitulé Gamma Ray en janvier 1996. Homme doit alors changer le nom du groupe, puisqu'un groupe de power metal allemand utilisant déjà ce nom les menace de les poursuivre en justice s'ils ne changent pas de nom. Josh Homme rebaptise alors le groupe Queens of the Stone Age. Il aurait choisi ce nom à la suite d'une blague lancée par Chris Goss lors d'un enregistrement studio avec Kyuss. Homme ajoute : « Kings of the Stone Age aurait été trop macho, ils portent une armure, ont des haches et se battent. Les Reines de l'âge de pierre traînaient avec les copines des Rois de l'âge de Pierre quand ils sont partis se battre. C'est aussi un nom que Chris Goss nous a donné. Le rock devrait être suffisamment lourd pour les garçons et assez doux pour les filles[réf. nécessaire]. »
En décembre de la même année, le groupe sort un split-album, Kyuss/Queens of the Stone Age, premier album sous le nom Queens of the Stone Age. Il contient trois titres enregistrés avant la séparation de Kyuss et trois nouvelles chansons enregistrées par QOTSA. Après la sortie de l'album, Homme se sépare de McBain et Cameron et engage Alfredo Hernández à la batterie. En 1998 sort le premier album studio du groupe, Queens of the Stone Age. Bien reçu par la critique, l'album est certifié disque d'argent au Royaume-Uni avec près de 60 000 exemplaires vendus. AllMusic salue le nouveau genre de musique créé par Josh Homme et une créativité débordante, qui évite la comparaison avec son ancien groupe Kyuss.
Bien que toutes les chansons soient écrites par Josh Homme et Alfredo Hernández, l'album contient plusieurs collaborations avec notamment Chris Goss qui ajoute une ligne de basse et fait les chœurs sur deux chansons. Dave Catching et Nick Oliveri, un ancien membre de Kyuss, apparaissent aussi sur l'album. Peu de temps après la sortie de Queens of the Stone Age, Nick Oliveri et Dave Catching rejoignent le groupe à la basse et la guitare pour la tournée suivante.

### Rated R(1999–2001)
En 2000 sort le deuxième album du groupe intitulé Rated R. Écrit entièrement par Josh Homme et Nick Oliveri, l'album comporte de nombreuses collaborations. Encore une fois, Chris Goss fait une apparition à la basse, aux chœurs et au piano, Mark Lanegan du groupe Screaming Trees fait des chœurs, mais on retrouve aussi Barett Martin du même groupe à la batterie, Mike Johnson du groupe Dinosaur Jr., et enfin plusieurs membres du cercle proche de Josh Homme aux chœurs sur différentes chansons.
Contenant de nombreuses références à la drogue et à l'alcool tel que dans la chanson Feel Good Hit of the Summer, l'album affiche, sur le côté de la pochette, le symbole Rated-R (ou classé X en français) du Motion Picture Association of America. Rated R marque la première collaboration de Mark Lanegan sur un album de Queens of the Stone Age, il participera ensuite à chaque album du groupe. Pour de nombreux critiques, Rated R marque un net penchant vers le stoner rock, avec un son plus lent et plus travaillé, et les riffs de Homme sont parfois comparés à ceux de Black Sabbath. Rated R devient disque d'argent au Royaume-Uni et dans la foulée de ce succès le groupe joue à l'Ozzfest pour la première fois et part en tournée avec des groupes comme Smashing Pumpkins ou Foo Fighters. Enfin, pour cette tournée, le groupe accueille Mark Lanegan comme membre permanent au chant.

### Songs for the Deaf(2001–2004)

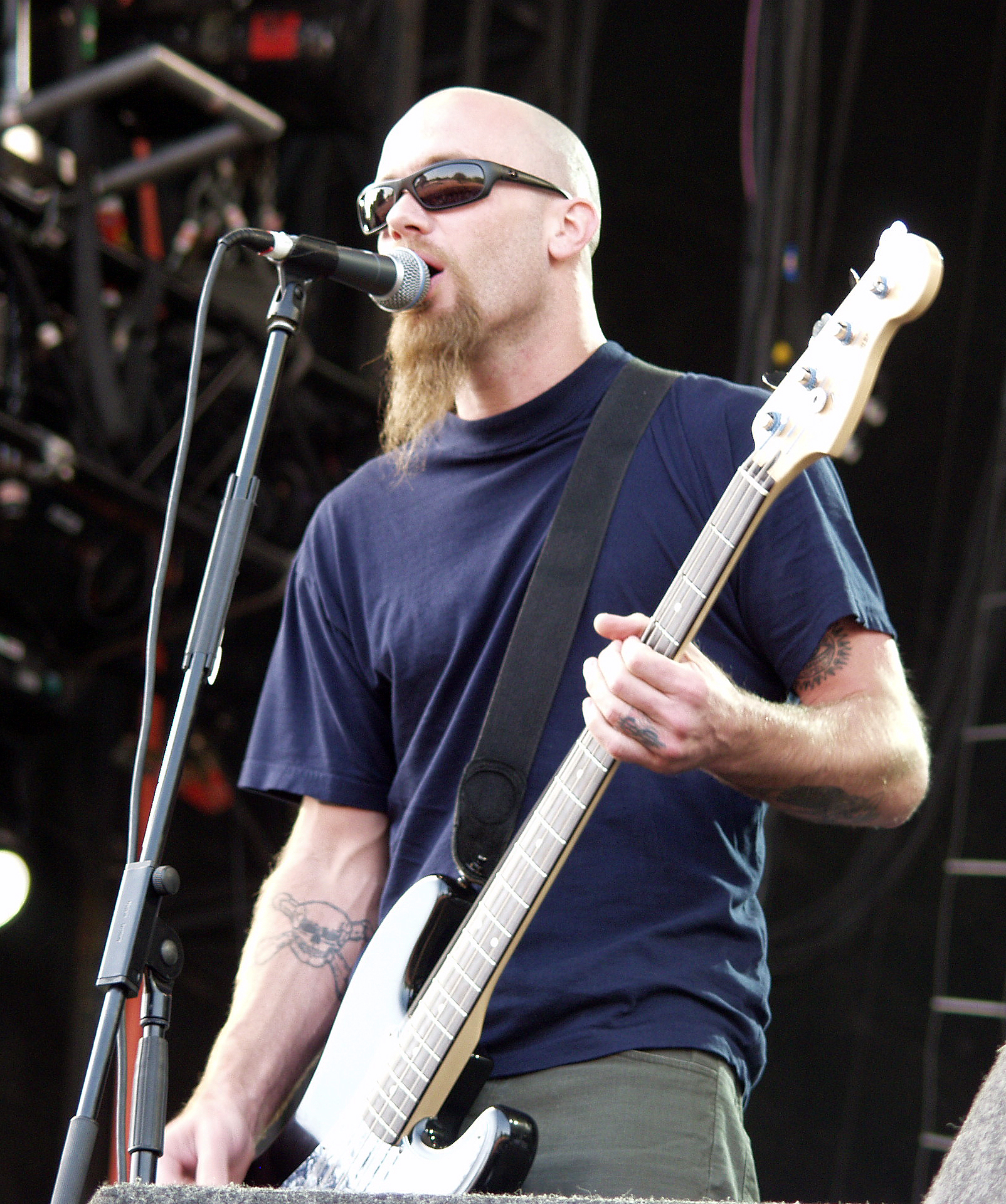
Nick Oliveri au V Festival en 2003.

Après la tournée suivant la sortie de Rated R, Homme et Oliveri entrent en studio pour enregistrer son successeur. Pour cet album, Homme convainc son ami Dave Grohl (Foo Fighters, ex-Nirvana) de rejoindre le groupe et participer aux sessions de batterie pour Songs for the Deaf. Tout comme l'album précédent, cet opus est réalisé avec la collaboration de nombreux invités, parmi lesquels le multi-instrumentiste Alain Johannes, la claviériste Natasha Schneider, Chris Goss, Paz Lenchantin (A Perfect Circle), Dean Ween ou encore Jeordie White (Marilyn Manson).
À sa sortie le 27 août 2002, Songs for the Deaf est largement reconnu par la critique comme le meilleur album des QotSA à ce jour, permettant au groupe de gagner son premier disque d'or aux États-Unis. Songs for the Deaf est un album-concept, emmenant l'auditeur du désert des Mojaves à Los Angeles, en écoutant des bribes de stations de radio. Le magazine Entertainment Weekly écrit : « c'est le meilleur album de hard-rock de l'année », Splendid ajoute : « Songs for the Deaf est un nouveau genre, aussi dur que le titane, semblable à une démolition. Ce n'est pas le heavy metal de votre père. C'est mieux. »
Ainsi le nouvel album des QotSA propulse le groupe vers le succès et se vend à plus d'un million d'exemplaires à travers le monde. MTV diffuse plusieurs fois par jour les singles No One Knows et Go With the Flow. Pour beaucoup d'observateurs, Songs for the Deaf est devenu un classique du rock en général, et le duo Homme/Oliveri est l'un des plus imaginatifs et productifs depuis longtemps. Le succès de cet album est également attribué à la performance de Dave Grohl et à l'alchimie particulière qui liait les membres du groupe à cette époque.
La tournée de promotion de l'album voit l'arrivée de Troy Van Leeuwen (A Perfect Circle) à la guitare. Après plusieurs concerts avec le groupe, Dave Grohl choisit de laisser sa place à Joey Castillo pour rejoindre les Foo Fighters. À la fin 2004, Josh Homme annonce à la BBC Radio 1 le renvoi d'Oliveri du groupe, Josh Homme étant alors convaincu qu'Oliveri battait sa femme. Il déclare ceci : « Il y a quelques années, j'ai parlé à Nick d'une rumeur que j'avais entendue. Je lui ai dit que si jamais c'était vrai, je ne le connaîtrais plus. »

### Lullabies to Paralyze(2004–2006)
En 2005, Homme, avec Alain Johannes et les membres restants du groupe Van Leeuwen et Castillo, enregistre le quatrième album du groupe intitulé Lullabies to Paralyze, le titre étant tiré de la dernière chanson de l'album Songs for the Deaf. Le nouvel album comporte moins de collaborations mais accueille Billy Gibbons du groupe ZZ Top, Brody Dalle (membre du groupe The Distillers et épouse de Josh Homme) et Shirley Manson (chanteuse du groupe Garbage). Même si Mark Lanegan affirme ne plus vouloir jouer avec le groupe, il contribue tout de même sur l'album et reste avec Josh Homme. Lullabies to Paralyze sort officiellement le 22 mars 2005 aux États-Unis et démarre en trombe avec une cinquième place au Billboard, le meilleur classement jusqu'alors pour le groupe.
Après le succès de Songs for the Deaf, l'attente était très grande pour cet album, et la critique est dans l'ensemble positive, considérant l'album comme le plus sombre de la discographie du groupe. Tout en conservant ces riffs accrocheurs et ce son psychédélique si caractéristique de QotSA, il en reste néanmoins selon la critique étrange, frais et excitant. Cependant, Josh Homme considère que Lullabies to Paralyze est le point le plus bas du groupe à ce jour.

### Era Vulgaris(2006–2008)

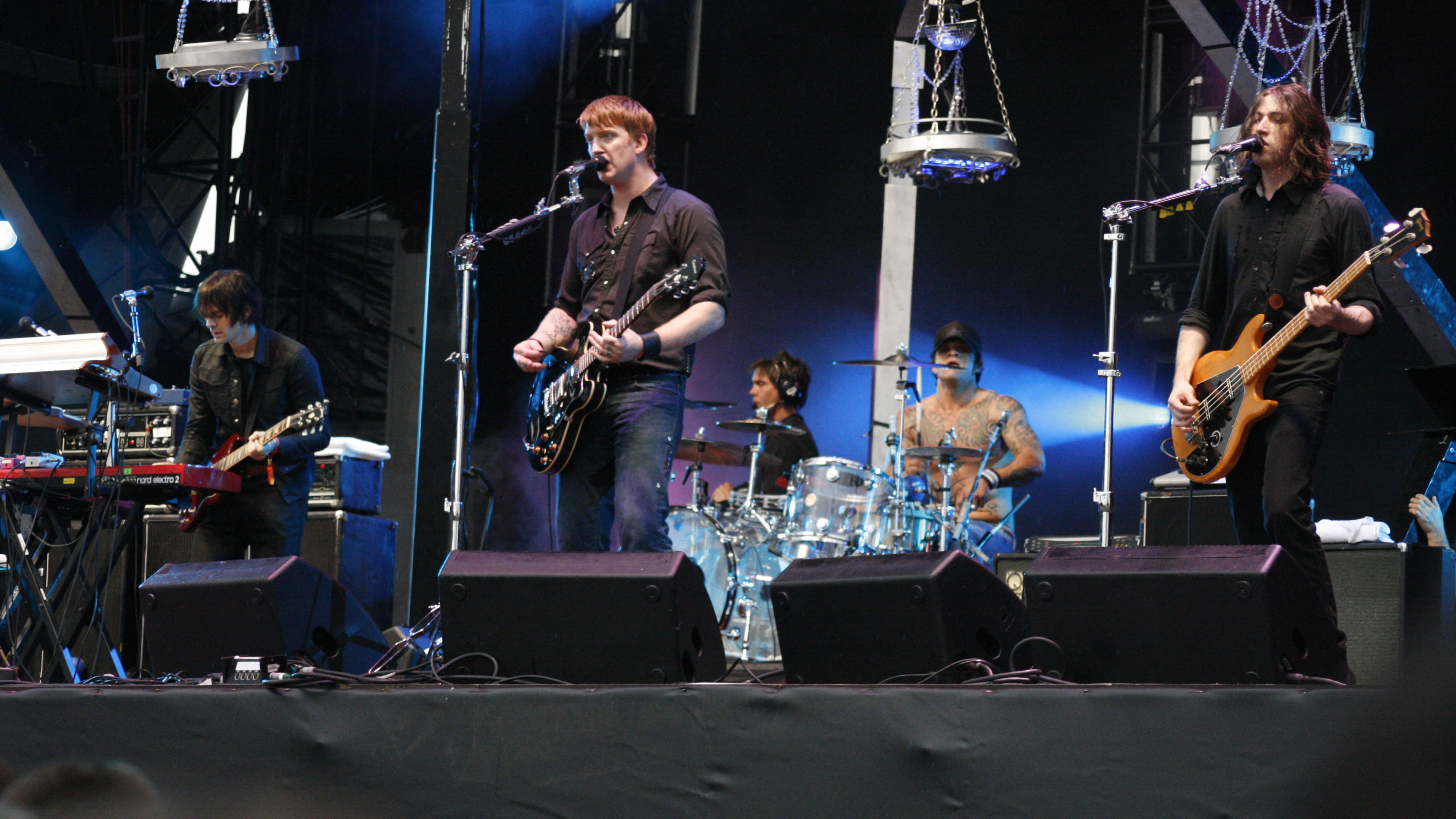
Queens of the Stone Age presque au complet en concert au Wireless Festival, en 2007.

Le groupe rentre en studio en février 2007, et finit l'enregistrement en avril. Le nom de l'album, Era Vulgaris, est alors dévoilé. Alors que l'album Songs for the Deaf est inspiré à Josh Homme durant un voyage en train dans le désert de la Californie du Sud (où la couverture réseau laissait tant à désirer que même la radio captait mal, d'où le titre), pour Era Vulgaris, l'inspiration vient d'une balade en voiture à travers Hollywood. Le titre de l'album signifie en latin ère commune (notes du livret de Era Vulgaris). Alors que plusieurs collaborations étaient annoncées, avec entre autres Julian Casablancas des Strokes, Billy Gibbons de ZZ Top, Mark Lanegan et Trent Reznor de Nine Inch Nails, seules celles de Casablancas, Reznor et Lanegan sont retenues pour l'album, le chanteur des Strokes participant à la guitare et aux chœurs sur la chanson Sick, Sick, Sick et Lanegan chantant sur la chanson River in the Road. Pour l'enregistrement et le mixage de l'album, Homme s'entoure d'Alain Johannes, alors que la production est assurée par Homme lui-même et Chris Goss. Enfin Troy Van Leeuwen et Joey Castillo participent eux aussi à l'écriture de l'album avec Homme.
À la sortie de l'album, la critique décrit Era Vulgaris comme « un nouveau genre rétro », « une fusion de punk rock, de blues et une touche de musique sudiste ». Malgré tout, l'album fait l'objet de reproches ; ainsi, selon The Guardian, « il manque la touche de l'ancien bassiste Oliveri ». De plus, malgré le son très particulier de l'album, la critique regrette parfois le manque d'originalité du groupe et le manque de « chanson accrocheuse dont on se rappelle facilement » d'après Entertainment Weekly.
Era Vulgaris se vend à 223 000 exemplaires aux États-Unis et 600 000 à l'international. Cependant, à l'instar de son prédécesseur, l'album n'a jamais réussi à atteindre le record de vente de l'album Songs for the Deaf, qui s'est écoulé à 986 000 copies sur le seul territoire américain. Pour la tournée de l'album, le bassiste Michael Shuman et Dean Fertita remplacent Alain Johannes et Natasha Shneider dans le groupe. Après cette tournée, chaque membre du groupe a rejoint ses groupes ou projets respectifs. Ainsi Joey Castillo joue avec les Eagles of Death Metal, groupe formé par Josh Homme et Jesse Hughes, Michael Shuman est batteur avec le groupe Mini Mansions, Dean Fertita est guitariste de The Dead Weather, et enfin Troy Van Leeuwen forme le groupe Sweethead. De son côté, Josh Homme a enregistré un album de son side-project, intitulé Them Crooked Vultures, avec Dave Grohl des Foo Fighters et John Paul Jones, ancien bassiste de Led Zeppelin. Josh Homme a également produit 7 titres du troisième album des Arctic Monkeys appelé Humbug, sorti dans les bacs le 24 septembre 2009.

### ...Like Clockwork(2009–2013)
L'enregistrement du successeur d'Era Vulgaris est mentionné depuis 2008, mais il ne commencera qu'en août 2012. En mars 2011, Homme déclare : « Faire des répétitions pour le premier enregistrement est une réelle définition de la nouveauté. Il s'agit de transformer le nouvel enregistrement en quelque chose d'autre. Ce que nous faisions s'apparentait à un genre de blues, et maintenant ça s'est transformé en une sorte de trance, un brisement des choses. Les robots sont de retour ! » Selon les dires de Homme, l'album devrait être terminé pour la fin 2012. Il annonce à la BBC Radio 1 : « Nous allons prendre notre dernière pause pour le mois à venir, revenir et jouer à Glastonbury, puis filer immédiatement en studio. Notre enregistrement sera terminé d'ici la fin de l'année. Nous avons assez de chansons. »
Le 20 août 2012, le groupe annonce via un statut Facebook qu'ils enregistraient leur nouvel album. En septembre 2012, il est révélé que Josh Homme et le producteur Dave Sardy ont coécrit et enregistré une chanson intitulée Nobody to Love, qui est présente durant le générique de fin du film End of Watch,. Le 6 novembre 2012, le groupe révèle toujours via Facebook la présence de Dave Grohl officiant à la batterie pour ce nouvel opus, Joey Castillo quittant le groupe. Josh Homme le confirme lors d'une interview donnée pour la chaîne de radio BBC Radio 1.
Le 26 mars 2013, le groupe annonce officiellement la sortie de son sixième album studio pour le mois de juin 2013. Celui-ci s'intitulera ...Like Clockwork, et sortira sur le label indépendant Matador Records. Outre Dave Grohl, cet album comptera la participation d'Elton John, Mark Lanegan, Nick Oliveri, Trent Reznor ou encore Alex Turner. Une tournée mondiale est prévue dans les prochains mois pour promouvoir ce nouvel opus. Le 30 mars 2013, la formation a joué un nouveau titre intitulé My God Is the Sun lors de sa prestation au festival Lollapalooza Brasil qui marquait le début de sa tournée mondiale. Lors de ce concert, Josh Homme a officiellement présenté le nouveau batteur Jon Theodore qui remplace Joey Castillo. Le 8 avril 2013, le titre My God Is the Sun est officiellement publié sur leur site, ce qui en fait le premier single de l'album. Celui-ci est sorti le 3 juin 2013.
...Like Clockwork marque le début de la collaboration du groupe avec l'artiste Boneface qui réalise le design graphique de l'album.

### Villains(2014-2022)
En janvier 2014, Homme annonce un nouvel album du groupe et la fin de la tournée ...Like Clockwork. En juin 2014, Homme joue un concert acoustique solo au festival James Lavelle's Meltdown, avec Troy Van Leeuwen et Mark Lanegan. Il y interprète une nouvelle chanson intitulée Villains of Circumstance, qu'il jouera de nouveau en 2016. Le groupe indique en février 2015, pendant l'annonce de leur participation au Rock in Rio 2015 de Rio de Janeiro en septembre, le début des enregistrements de leur nouvel album. Cependant, en mars 2016, Michael Shuman révèle que le groupe prendra une pause.
Le septième album studio du groupe, Villains, produit par Mark Ronson, sort le 25 août 2017. Il est composé de neuf titres, dont le premier extrait, The Way You Used To Do, est sorti le 19 juin 2017. À cette occasion, le site officiel du groupe est refondu et présente progressivement des vidéos annonçant le nouvel album. Une tournée mondiale est programmée et débute le 22 juin 2017 à Niagara Falls, au Canada.
Le design graphique de Villains est à nouveau réalisé par Boneface à la suite du succès rencontré par son travail sur ...Like Clockwork.

### In Times New Roman...(2023-)

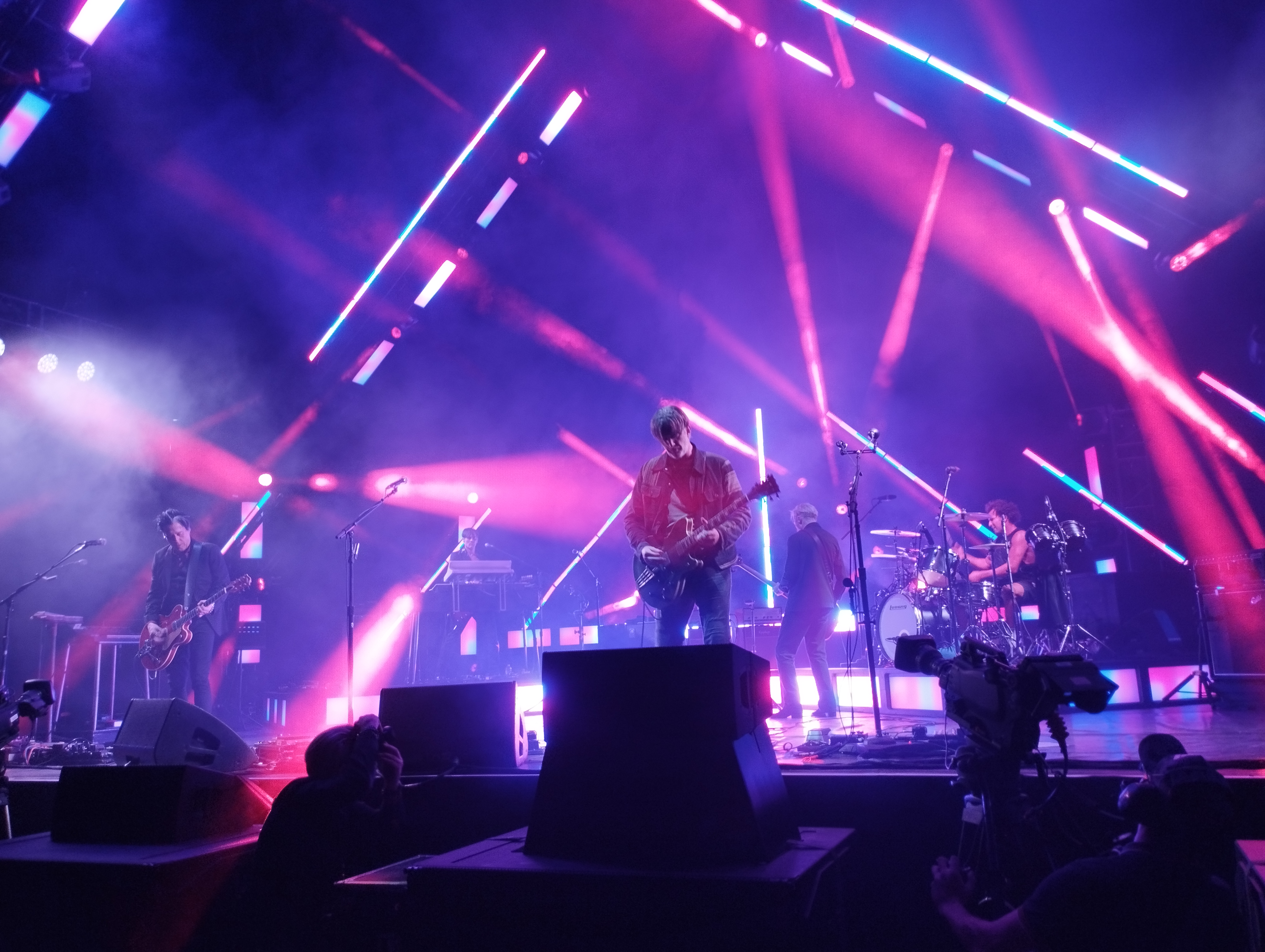
Queens of the Stone Age en concert au Palais omnisports de Paris-Bercy en novembre 2023.

Lors d'une interview pour eonmusic pendant l'édition 2019 du Hellfest, Billy Gibbons, guitariste et chanteur de ZZ Top, déclare avoir participé à un nouvel album de Queens of the Stone Age avec notamment Dave Grohl. Gibbons déclare aussi que Josh Homme prépare la sortie de l'album  « pour Halloween ».
Le nouvel album In Times New Roman... est finalement dévoilé officiellement le 11 mai 2023 pour une sortie le 16 juin, soit presque sept ans après la sortie de Villains. La sortie de l'album avait été anticipée par des utilisateurs du forum Reddit qui avaient détecté une modification du magasin en ligne officiel du groupe. Composé de dix titres pour une durée de quarante-sept minutes, l'album reprend l'esthétique de la Rome antique ; à cette occasion, le logo du groupe se change en couronne de laurier traversée d'une éclaboussure de sang pour former le « Q » propre au groupe. Le titre de l’album fait allusion au nom de la police typographique créée pour le journal The Times en 1932 et démocratisée par le secteur de l'édition.
Le premier extrait, Emotion Sickness, est un jeu de mots entre les émotions et la cinétose et est sorti le 11 mai 2023 en même temps que l'annonce de l'album. Potentiellement inspiré au groupe par les accusations portées sur Josh Homme par son ex-femme concernant une éventuelle maltraitance de leur fille, le morceau est accompagné d'un clip musical diffusé sur YouTube mettant en scène le combat de rockeurs contre Méduse.
Pour la troisième fois consécutive, Boneface est chargé du design graphique de l'album et de la campagne publicitaire de l'album.
En juillet 2024, le groupe réalise le souhait de Josh Homme de jouer dans les Catacombes de Paris. Projet prévu depuis vingt ans, il est réalisé avec La Blogothèque qui doit s’accommoder de la maladie du chanteur qui impose au groupe d'annuler plusieurs dates de sa tournée européenne. Les Catacombes de Paris étant difficilement mobilisables pour ce type d'évènements, Josh Homme décide de poursuivre le projet et le tournage a bien lieu le 8 juillet 2024, se prolongeant jusqu'à 22h. Le film Alive In The Catacombs sort finalement le 13 juin 2025 après une série de projections dans le monde entier entre le 3 juin et le 10 juin. 

## Style musical
Tout au long de son évolution, le groupe a été assimilé au hard rock, au rock alternatif, au art rock, au heavy metal, ainsi qu'au stoner rock. Josh Homme a déjà dit trouver le terme stoner rock inadéquat pour définir le groupe, et décrit plutôt le son de QotSA comme étant du robot rock, faisant allusion aux riffs lourds, répétitifs et saccadés qui caractérisent la structure des chansons de la formation.
Homme décrit le premier album du groupe, Queens of the Stone Age, comme de la musique de conduite : angulaire et drue. Le magazine Rolling Stone note aussi : « une connexion entre le rock américain du début des années 1970 intitulé Meat and Potatoes Macho Rock comme les groupes Blue Cheer et Grand Funk Railroad et la musique drone du rock allemand de la même époque ».
L'album suivant Rated R voit le groupe employer une plus large variété d'instruments, de même que la présence de plusieurs invités. Le chant est partagé entre Homme, Oliveri et Lanegan. Ainsi Josh Homme commente : « Notre premier album annonçait notre son. Celui-ci introduit des éléments qui nous différencient et amènent une certaine étrangeté ».
Le troisième opus, Songs for the Deaf, continue de pousser l'expérimentation et s'inscrit comme un album-concept, qui emporte l'auditeur dans un long périple en voiture à travers le désert de l'ouest des États-Unis. Les morceaux de Songs for the Deaf se présentent comme autant de pièces jouées à la radio en cours de route, entrecoupées du grésillement typique de la syntonisation des chaînes radio. On y entend des annonceurs, des évangélistes, des auditeurs, de même qu'une panoplie d'autres personnages étranges.
Le chant est encore ici divisé entre les mêmes trois membres (Homme, Oliveri et Lanegan). On notera que cette incarnation de la formation comprend Dave Grohl à la batterie.
Le quatrième album, Lullabies to Paralyze, est, en comparaison avec ses précurseurs, beaucoup plus sombre. Il s'agit du premier album de Queens of the Stone Age sur lequel Nick Oliveri n'apparaît pas. Les paroles de Lullabies sont considérablement plus noires, souvent inspirées des contes des frères Grimm, de contes folkloriques et de contes de fées. Le groupe n'utilise d'ailleurs pour cet album pratiquement que des guitares semi-acoustiques. En résultent des morceaux souvent teintés d'une atmosphère mi-enjouée, mi-menaçante, mus par une langueur à la fois sombre et sensuelle. Billy Gibbons de ZZ Top figure parmi les collaborateurs de cet album.
Dans l'ensemble, Era Vulgaris, cinquième effort de la formation, voit le groupe délaisser les contes de fée pour se tourner vers des tonalités plus dansantes et électroniques (quoique toujours bien ancrées dans le robot rock caractéristique du son du groupe). Cette sortie marque le retour de Homme comme seul chanteur principal. On note parmi les collaborateurs ayant participé à la réalisation d'Era Vulgaris la présence de Trent Reznor et de Julian Casablancas.
...Like Clockwork, influencé par l'expérience de mort imminente de Josh Homme pendant une opération, est orienté vers le symbolisme et s'ouvre à une sensibilité aussi sombre mais plus personnelle que Lullabies to Paralyze. Les nombreuses collaborations (Elton John, Dave Grohl, Mark Lanegan, Nick Oliveri) ne cachent pas l'importance de l'influence de Josh Homme sur l'album. ...Like Clockwork , premier album ne contenant pas de titre issu des Desert Sessions, est finalement teinté de pop et de groove accompagnants l'esprit rock. Plus constant que ses prédécesseurs, il réinvente l'identité musicale du groupe,.
Septième album du groupe et sorti le 25 août 2017, Villains est dans la continuité directe de ...Like Clockwork. Inspiré par le diptyque The Idiot/Lust for Life d'Iggy Pop, Josh Homme compose un album similaire au précédent mais à l’atmosphère plus lumineuse et dansante, illustrée par le titre The Way You Used To Do. Les collaborations d'Homme avec Iggy Pop sur Post Pop Depression et la production des Arctic Monkeys notamment, ont particulièrement influencé Feet Don't Fail Me mais aussi l'album dans sa généralité. Tout aussi introspectif que ...Like Clockwork, Villains puise son côté pop et dansant dans l'apport par Mark Ronson d'une production plus claire.
In Times New Roman..., huitième album studio du groupe sorti le 16 juin 2023, amorce un retour à une ambiance plus sombre, brute et brutale.

## Membres

### Membres actuels
- Josh Homme - chant, guitare, basse, piano, claviers, batterie, percussions (depuis 1997)
- Troy Van Leeuwen - guitare, chœurs, claviers, basse, percussions (depuis 2002)
- Dean Fertita - claviers, guitares, chœurs, piano (depuis 2007)
- Michael Shuman - basse, chœurs, guitares, claviers, percussions (depuis 2007)
- Jon Theodore - batterie, percussions, échantillonneur (depuis 2013)

### Anciens membres
- Alfredo Hernández – batterie, percussions (1998–1999)
- Nick Oliveri – basse, chœurs, chant (1998–2004)
- Dave Catching – guitare, claviers, lap steel (1998–2000)
- Gene Trautmann – batterie, percussions (1999–2001)
- Brendon McNichol – guitare, claviers, lap steel (2000–2002)
- Mark Lanegan – chant, chœurs (2001–2005), claviers (2005)
- Dave Grohl – batterie, percussion (2001-2002, 2012–2013)
- Joey Castillo – batterie, percussion (2002–2012)
- Dan Druff – basse, chœurs (2005)
- Alain Johannes – basse, chœurs, guitare (2005–2007)
- Natasha Shneider – claviers, chœurs (2005–2006)

## Discographie

### Albums studio
| Année           | Album et détails | Classement | Classement | Classement | Classement | Classement | Classement | Classement | Classement | Classement | Classement | Classement | Certifications |
| Année           | Album et détails | ALL        | AUS        | AUT        | CAN        | É-U        | FIN        | FRA        | NZ         | R-U        | SUE        | SUI        | Certifications |
| --------------- | --- | ---------- | ---------- | ---------- | ---------- | ---------- | ---------- | ---------- | ---------- | ---------- | ---------- | ---------- | -------------- |
| 1998            | Queens of the Stone Age - Sortie : 22 septembre 1998 - Label : Man's Ruin Records, Roadrunner Records - Format(s): CD, LP, K7 | —          | 34         | 75         | —          | 122        | —          | 138        | 25         | 48         | —          | 80         |                |
| 2000            | Rated R - Sortie : 6 juin 2000 - Label : Interscope Records - Format(s): CD, LP, K7                                           | 72         | —          | —          | —          | 106        | —          | 143        | —          | 54         | —          | —          |                |
| 2002            | Songs for the Deaf - Sortie : 4 décembre 2002 - Label : Interscope Records - Format(s): CD, LP, K7                            | 9          | 7          | 19         | —          | 17         | 11         | 32         | 13         | 4          | 18         | 20         |                |
| 2005            | Lullabies to Paralyze - Sortie : 21 mars 2005 - Label : Interscope Records - Format(s): CD, LP                                | 8          | 2          | 5          | 5          | 5          | 8          | 10         | 6          | 4          | 2          | 4          |                |
| 2007            | Era Vulgaris - Sortie : 12 juin 2007 - Label : Interscope Records - Format(s): CD, LP                                         | 5          | 4          | 4          | 5          | 14         | 6          | 22         | 4          | 7          | 6          | 4          |                |
| 2013            | ...Like Clockwork - Sortie : 3 juin 2013 - Label : Matador Records - Format(s): CD, LP                                        | 7          | 1          | 3          | 2          | 1          | 2          | 8          | 2          | 2          | 3          | 2          |                |
| 2017            | Villains - Sortie : 25 août 2017 - Label : Matador Records - Format(s): CD, LP                                                | 2          | 1          | 2          | 2          | 1          | 2          | 4          | 1          | 1          | 7          | 1          |                |
| 2023            | In Times New Roman… - Sortie : 16 juin 2023 - Label : Matador Records - Format(s): CD, LP                                     |            |            |            |            |            |            |            |            |            |            |            |                |
| "—" non classé. | |            |            |            |            |            |            |            |            |            |            |            |                |

### Compilations et Albums en public
- 2004 - Stone Age Complications (EP) (Compilation)
- 2005 - Over the Years and Through the Woods (Concerts enregistrés à Londres les 22 & 23 août 2005 au  Brixton Academy et au KOKO)
- 2025 - Alive in the Catacombs (Concert enregistré dans les catacombes de Paris en juillet 2024 )

### Singles
- If Only (1999)
- The Lost Art of Keeping a Secret (2000)
- Feel Good Hit Of The Summer (2001)
- No One Knows (en) (2002)
- Go with the Flow (2003)
- First It Giveth (2003)
- Little Sister (2005)
- In My Head (2005)
- Burn the Witch (2006)
- Sick, Sick, Sick (2007)
- 3s & 7s (2007)
- Make It Wit Chu (2007)
- My God Is the Sun (2013)
- I Sat by the Ocean (2013)
- Smooth Sailing (2014)
- The Way You Used To Do (2017)
- The Evil Has Landed (2017)
- Emotion Sickness (2023)
- Paper Machete (2023)

### Autres
- Avon sur Queens of the Stone Age est reprise des Desert Sessions vol. III & IV (1998)
- Monsters in the Parasol sur Rated R est reprise des Desert Sessions vol. III & IV (1998)
- You think I Ain't Worth a Dollar, But I Feel Like a Millionaire et Hangin' Tree sur Songs for the Deaf sont reprises des Desert Sessions vol. V & VI (1999) et VII & VIII (2001)
- Like A Drug et In My Head sur Lullabies to Paralyze sont reprises des Desert Sessions vol. V & VI (1999) et IX & X (2003)
- Make it Wit Chu sur Era Vulgaris est reprise des Desert Sessions vol. IX & X (2003)
- Tension Head sur Rated R est une reprise de 13th Floor de Mondo Generator sur l'album Cocaine Rodeo
- Everybody's Gonna Be Happy sur Songs for the Deaf est une reprise du morceau éponyme des Kinks
- White Wedding sur Era Vulgaris (B-Sides) est une reprise du morceau de Billy Idol
- On retrouve les airs de Feel Good Hit On The Summer à la fin du titre In The Fade du même album Rated R, ainsi que sur la fin du titre A Song for the Deaf de l'album Songs for the Deaf
- En 2012 sur Chimes of Freedom: Songs of Bob Dylan Honoring 50 Years of Amnesty International ils reprennent Outlaw Blues de Bob Dylan